# Драган Човић
Драган Човић (Мостар, 20. август 1956) хрватски је политичар из Босне и Херцеговине, председник Хрватске демократске заједнице Босне и Херцеговине и посланик у Парламентарној скупштини Босне и Херцеговине. Од 2002. до 2005. био је хрватски члан Председништва Босне и Херцеговине, а 2014. поново је изабран.

## Биографија
Завршио је основну и средњу техничку школу, машинског усмерења, у Мостару. По завршетку средње школе уписује се на Факултет машинства у Мостару, који завршава 1979. године, стицањем дипломе машинског инжењера. Након завршетка студија, 1980. године, запошљава се у предузећу СОКО Мостар и постаје директор. У периоду од 1992. до 1998. године обавља функцију генералног директора предузећа. Истовремено похађа постдипломске студије, магистрира 1989. године, а 1996. године на Универзитету у Мостару стиче наслов доктора техничких наука. Од 1989. до 1991. године похађао је и специјалистички студиј за менаџмент на Економском факултету у Сарајеву. Током 1994. године ангажован је у звању вишег асистента на предмету Економика и организација производње на Машинском факултету Универзитета у Мостару, а 1996. године изабран је за доцента на предмету Развој производних система на истом Факултету. Ванредни професор постао је 2000. године, а 2004. године изабран је у звање редовног професора на Универзитету у Мостару. Од 2002. године на Економском факултету у Мостару такође предаје на редовном и постдипломском студију. Од 2007. године на Филозофском факултету у Мостару предаје предмет Управљање људским ресурсима.

## Политички ангажман
Од 1998. године до 2001. године заменик је председника Владе и министар финансија у Влади Федерације БиХ. На непосредним изборима 2002. изабран је за хрватског члана Председништва БиХ. У међувремену Човић је оптужен за злоупотребу положаја, а та иста оптужница је потврђена 2005. Исте године сменио га је високи представник Педи Ешдаун јер је његова оптужница стварала лош утицај на представљање БиХ. У Председништву га је заменио Иво Миро Јовић, али се његов политички живот отада наставља у својству председника ХДЗ БиХ-а.
Човић је у новембру 2006. неправомоћно осуђен на пет година затвора јер је компанију Иванковић-Лијановић ослободио плаћања пореза на увоз меса. У јуну 2008. Апелационо веће Суда БиХ одбацило је оптужбу због ненадлежности Суда БиХ. Човић поново завршава пред судом 2009. због оптужбе да је доносио одлуке о утрошку средстава за куповину станова одређеним особама. У априлу 2010. ослобођен је оптужби. Трећа оптужница за злоупотребу положаја против Човића потврђена је 10. маја 2010. Тужилаштво Херцеговачко-неретванске жупаније га терети да је са осталим члановима Управног одбора Јавног предузећа Хрватске поште и телекома (ХПТ) донео одлуку да се дуг, од близу 4.700.000 КМ, који је имало ово предузеће према тада већ непостојећем Министарству одбране - ХВО, пренесе на три приватне фирме. Каснијом наплатом дуговања, те фирме су постале већински власници акција Еронета — најпрофитабилнијег телекомуникационог дела ХПТ-а. У време кад се то догађало Човић је био министар финансија ФБиХ, заменик премијера ФБиХ и председник Управног одбора ХПТ-а. На крају је Врховни суд ФБиХ донео одлуку да је пренос дуга незаконит те је Еронет враћен у власништво ХПТ-а.
Човић је потписник Крешевске декларације од 21. септембра 2007. године, Бањалучког договора с почетка 2009, те споразума с Божом Љубићем из 2010. године.
На општим изборима 2014. године изабран је за хрватског члана Председништва Босне и Херцеговине; добио је 52,41% гласова.